# آرسنیت
آرسنیت  (به انگلیسی: Arsenite) با فرمول شیمیایی As از مجموعهٔ کانی‌ها است که  تقریباً ۱۰۰% آن آرسنیک است  همراه با کمی Sb,Se,Ni این کانی برای اولین بار در چک اسلواکی کشف شد، کانی‌های مشابه آن عبارتند از آلمونیت و آنتیمون. پیدایش آن هیدروترمال است و بهترین انواع آن در آمریکا در نیوجرسی و استرلینگ هیل به دست آمده‌است. از نظر شکل بلور: رمبوئدر - پسودوکوبیک، رنگ: سفید قلعی به سرعت سیاه شونده، شفافیت: کدر(اپاک)، جلا: فلزی، رخ: عالی- مطابق با سطح، سیستم تبلور: تری کلینیک  است  و منشأ تشکیل آن هیدروترمال است.
همایند کانی‌شناسی (پارانژ) آن آلمونیت - آنتیمون- آرژنت- پرستیت- گالن- اسفالریت- کلوآنتیت است
، از نظر ژیزمان بلوری، دانه‌ای، خاکی نسبتاًْ کمیاب است و بیشتر در آلمان، چک اسلواکی، نروژ، فرانسه و آمریکا یافت می‌شود.
درزبان یونانی arsenikos به معنای نر یا مردانه است.